# Xanton-Chassenon
Xanton-Chassenon is een gemeente in het Franse departement Vendée (regio Pays de la Loire) en telt 676 inwoners (2005). De plaats maakt deel uit van het arrondissement Fontenay-le-Comte.

## Geografie
De oppervlakte van Xanton-Chassenon bedraagt 19,2 km², de bevolkingsdichtheid is 35,2 inwoners per km².
De onderstaande kaart toont de ligging van Xanton-Chassenon met de belangrijkste infrastructuur en aangrenzende gemeenten.

## Demografie
Onderstaande figuur toont het verloop van het inwonertal (bron: INSEE-tellingen).

1. ↑  Populations de référence 2022.